# Deus Ex: Human Revolution
Deus Ex: Human Revolution ist ein Videospiel für Windows, macOS, Xbox 360, PlayStation 3 sowie Wii U und der dritte Titel der Deus-Ex-Serie. Das Action-Rollenspiel mit Stealth- und Shooter-Elementen wurde vom kanadischen Studio Eidos Montréal entwickelt und am 26. August 2011 durch den japanischen Publisher Square Enix in Europa und Nordamerika veröffentlicht.
Es handelt sich um eine Vorgeschichte zu Deus Ex und Deus Ex: Invisible War und spielt in einer dystopischen Zukunft im Jahre 2027. Mithilfe hochentwickelter biotechnischer Prothesen und Implantate, sogenannter Augmentierungen, sind die Menschen in der Lage, ihre körperlichen und geistigen Fähigkeiten weit über das natürliche Maß hinaus zu steigern (Idee des Cyborgs). Damit einhergehende gesellschaftliche Debatten, insbesondere über den zunehmenden Zwang zur Selbstoptimierung, gipfeln in gewalttätigen Auseinandersetzungen zwischen Befürwortern und Gegnern dieser neuen Technologie. Innerhalb dieses Szenarios verkörpert der Spieler Adam Jensen, den Sicherheitschef eines führenden Unternehmens der Augmentierungstechnologie, der im Spielverlauf eine globale Verschwörung in Politik- und Wirtschaftskreisen aufdeckt.
Am 23. August 2016 erschien die Fortsetzung, Deus Ex: Mankind Divided.

## Handlung

### Szenario
Deus Ex: Human Revolution spielt im Jahr 2027 und damit 25 Jahre vor den Ereignissen in Deus Ex. Durch große wissenschaftliche Fortschritte wenige Jahre zuvor befinden sich technische Körpermodifikationen, sogenannte Augmentierungen, auf dem Vormarsch. Während die Technologie ursprünglich zahlreichen Menschen dabei half, ihre körperlichen Behinderungen zu überwinden, entwickeln sich Augmentierungen mehr und mehr zu einem Zwang für die körperlich Gesunden. Durch die über das biologische Maß hinaus gesteigerten Fähigkeiten bildet sich zunehmend eine Zwei-Klassen-Gesellschaft, was zu sozialen Unruhen führt. Nicht zuletzt dadurch kommt die Frage auf, was das Menschsein auszeichnet und wo die Grenzen des Machbaren zu ziehen sind. Erschwert wird die Auseinandersetzung durch den Umstand, dass augmentierte Menschen zeitlebens von der Einnahme teurer Medikamente abhängig sind, die eine Abstoßung ihrer Prothesen verhindern sollen. Das Resultat ist eine stetig größer werdende Unterschicht von verarmten und medikamentenabhängigen Menschen, die in der gesellschaftlichen Entwicklung zunehmend abgehängt werden. Eine Verbesserung dieser Problematik versprechen die neuesten Forschungsergebnisse des in Detroit ansässigen Unternehmens Sarif Industries, einer führenden Firma auf dem Gebiet der Augmentierungtechologie, die einen entscheidenden Durchbruch auf dem Gebiet der von Medikamenten unabhängigen Augmentierung darstellen.
Die Hauptperson Adam Jensen ist Sicherheitschef von Sarif Industries. Zu Beginn der Handlung steht das Unternehmen kurz vor der Präsentation seiner Forschungsergebnisse vor dem National Science Board der US-Regierung, das großen Einfluss auf die zukünftige Bewertung der Augmentierungstechnologie hat. Doch noch bevor es dazu kommen kann, wird die Firma Opfer eines brutalen Überfalls von schwer bewaffneten und mit umfangreichen Augmentierungen versehenen Söldnern. Die Forschungseinrichtungen werden zerstört, führende Wissenschaftler und Sarifs Forschungsleiterin Megan Reed, die zugleich Jensens ehemalige Lebensgefährtin ist, anscheinend getötet. Auch Jensen wird lebensgefährlich verletzt und kann nur mithilfe von Sarifs modernster Augmentierungstechnologie am Leben gehalten werden. Erst nach sechsmonatiger Genesungsphase kehrt er in seinen Job zurück. Sein Vorgesetzter David Sarif beauftragt ihn umgehend mit der Suche nach den Verantwortlichen des Anschlags.

### Handlungsverlauf
In seinem ersten Einsatz soll Jensen die Polizei von Detroit gegen eine Gruppe fanatischer Augmentierungsgegner namens Purity First unterstützen, die eine weitere Produktionsstätte von Sarif Industries überfallen und die dortigen Mitarbeiter als Geiseln genommen haben. Sarif hält Purity First für die möglichen Drahtzieher des Überfalls auf die Unternehmenszentrale, doch Jensen erkennt, dass die Augmentierungsgegner selbst von Unbekannten instrumentalisiert wurden. Ähnlich wie in den vorherigen Titeln gerät die Hauptfigur Jensen im weiteren Verlauf des Spiels immer tiefer in ein globales Geflecht aus Verschwörungen verschiedener politischer und wirtschaftlicher Fraktionen, das es für den Spieler zu entwirren gilt. Erschwerend ist hierbei, dass die Vielzahl der beteiligten Interessengruppen bei ihrem Engagement innerhalb des Komplotts stets eigene, mitunter konträre Ziele verfolgen. Alle Fraktionen sind weiterhin bereit, ihre Ziele mit extremen Mitteln durchzusetzen, wodurch keine Unterscheidung in Gut und Böse möglich ist. Im Verlauf des Spiels erkennt Jensen zudem, dass er unwissentlich seit längerem eine wichtige Rolle in der Entwicklung der Augmentierungstechnologie spielt.
Auf den Spuren der augmentierten Söldner stößt Jensen auf der vor Shanghai gelegenen Insel Heng Sha auf Hinweise, die Beteiligungen des global operierenden Sicherheitsunternehmens Belltower und des Sarif-Mitbewerbers Tai Yong Medical an dem Überfall auf Sarif Industries belegen. Von Tai-Yong-Geschäftsführerin Zhao Yun Ru erhält Jensen weiterhin die Information, dass die angeblich getöteten Sarif-Wissenschaftler entführt wurden und seitdem an einem unbekannten Ort gefangen gehalten werden. In Montreal enthüllt Jensen, dass der Nachrichtenkonzern Picus die öffentliche Meinung mithilfe einer mit einem eigenen Bewusstsein ausgestatteten Künstlichen Intelligenz in Gestalt der Nachrichtensprecherin Eliza Cassan gezielt beeinflusst. Zurück in Detroit erfährt Jensen weiterhin von David Sarif, dass der Geheimbund der Illuminaten hinter dem Komplott gegen Sarif Industries steckt. Ziel der Illuminaten ist es, mithilfe der Augmentierungstechnologie größere Kontrolle über die in ihren Augen unmündige Gesellschaft zu erlangen und sie so im Sinne einer aufgeklärten Führungsschicht aus dem Verborgenen heraus zu lenken. Zu ihren prominentesten Vertretern zählt der Politiker William Taggart, Führer der erklärten Augmentierungsgegner von Humanity Front, der zu diesem Zeitpunkt anlässlich einer Protestkundgebung vor dem Sarif-Firmensitz in Detroit verweilt und für eine starke Reglementierung und Kontrolle der Augmentierungstechnologie eintritt. Über Taggarts Vertrauten Isaias Sandoval stößt Jensen auf einen entscheidenden Hinweis über den Verbleib der entführten Sarif-Wissenschaftler.
Über eine Spur in Heng Sha gelingt es Jensen schließlich, eine geheime Forschungseinrichtung in Singapur zu infiltrieren, in der die entführten Wissenschaftler festgehalten werden. Auch Jensens ehemalige Lebensgefährtin Megan Reed befindet sich darunter. Von ihr erfährt Jensen zum einen, dass seine DNA Reed die entscheidenden Hinweise für ihre Forschungsarbeiten lieferte. Zum anderen enthüllt sie ihm, dass die Anlage dem renommierten Wissenschaftler Hugh Darrow gehört, dessen Forschungen einst den Durchbruch für die Augmentierungstechnologie bedeuteten. Doch der erklärte Philanthrop Darrows musste mit zunehmendem Abscheu erkennen, wie seine zur Linderung für Notleidende gedachten Forschungen von den Mächtigen dazu verwendet wurden, die restliche Bevölkerung noch stärker kontrollieren zu können und die Menschen so in eine stärker werdende Abhängigkeit zu führen. Dabei droht seinen Befürchtungen nach der vollständige Verlust sämtlicher moralischen Grundlagen. Sein Ziel ist es daher, die von ihm erschaffene Technologie derartig zu diskreditieren, dass sie durch den zu erwartenden Aufstand der Menschen für immer geächtet wird. Ein Baustein in diesem Plan bildet die von Darrows maßgeblich mitkonzipierte Forschungsstation Panchaea im Arktischen Ozean, die ursprünglich zur Bekämpfung der globalen Erwärmung errichtet wurde. Während der Einweihungsfeierlichkeiten der Forschungsstation löst Darrows mithilfe des lokalen Supercomputers ein Signal aus, das augmentierte Menschen weltweit in Raserei verfallen lässt.
Jensens Aufgabe ist der Vorstoß in den Anlagenkern und die Deaktivierung des Signals. Dort stellt sich ihm Zhao Yun Ru entgegen, die sich mithilfe ihrer Augmentierung mit dem Supercomputer verbunden hat und die so gewonnene Macht über die augmentierten Menschen für eigene Zwecke nutzen will. Im entscheidenden Kampf gelingt es Jensen sie auszuschalten und er wird zum Abschluss des Spiels vor eine Entscheidung hinsichtlich des weiteren Umgangs mit der Augmentierungstechnologie gestellt:
1. Jensen kann Darrows Geständnis hinsichtlich der Augmentierungen und der Rolle der Illuminaten mithilfe Eliza Cassans ausstrahlen lassen und damit offenlegen. Dadurch wird die Öffentlichkeit vor den Gefahren der Technologie gewarnt, was zu ihrer öffentlichen Ächtung führt.
2. Im Sinne Sarifs kann Jensen die Verantwortung für die Störung der Augmentierungen den Augmentierungsgegnern der Humanity Front zuweisen. Damit sichert er eine Weiterentwicklung der Augmentierungstechnologie ohne strenge staatliche Kontrollen.
3. Die Rolle der Illuminaten wird verschwiegen und Jensen kann somit in deren Sinne die Schuld für den Zwischenfall auf die Medikamente der Augmentierten schieben. Dadurch erhalten die Augmentierungsgegner Auftrieb und können eine starke Reglementierung der Technologie durchsetzen. Im Hintergrund nimmt der Einfluss der Illuminaten auf die Gesellschaft zu.
4. Alternativ kann Jensen auf jegliche Bekanntmachung verzichten und die Anlage mitsamt allen Beweisen vernichten. Er überlässt es der Menschheit, sich ihr eigenes Urteil zu bilden, ohne die Filterung durch eine Interessengruppe.

Das Spiel endet mit einer Reflexion Jensens über Augmentierungen und wie sich diese auf das Menschsein auswirken. Seine Schlussfolgerungen über die Fähigkeit der Menschheit, eine Lösung für dieses Grunddilemma zu finden, fallen in Abhängigkeit zur vorhergehenden Entscheidung unterschiedlich aus.
Im Anschluss an den Abspann des Spiels wird ein Bogen zur Handlung von Deus Ex geknüpft. Der Spieler wird Zeuge eines Gesprächs von Megan Reed mit dem Illuminaten Bob Page, dem Hauptgegenspieler des ersten Teils. Darin erklärt sich Reed bereit, für Page einen Nanit-Virus zu entwickeln (vergleiche das als „Grauer Tod“ bezeichnete Virus in Deus Ex). Daneben gibt es Andeutungen, dass Jensens DNA Grundlage für das D-Projekt wird, aus dem Deus-Ex-Protagonist JC Denton und sein Bruder Paul hervorgehen.

## Charaktere
| Charakter              | Englischer Sprecher | Deutscher Sprecher       | Rolle |
| ---------------------- | ------------------- | ------------------------ | --- |
| Adam Jensen            | Elias Toufexis      | Michael Lott             | Spielercharakter, Sicherheitschef von Sarif Industries                                                          |
| David Sarif            | Steve Shellen       | Holger Mahlich           | Gründer und Geschäftsführer von Sarif Industries, Jensens Vorgesetzter                                          |
| Francis Pritchard      | Andreas Apergis     | Konstantin Graudus       | Technischer Leiter von Sarif Industries, Jensens Mission-Operator                                               |
| Megan Reed             | Michelle Boback     | Jennifer Harder-Böttcher | Forschungsleiterin von Sarif Industries, Jensens ehemalige Lebensgefährtin                                      |
| Ning Tsai              | Shiong-En Chan      | Jennifer Harder-Böttcher | Prostituierte aus Heng Sha                                                                                      |
| Lawrence Barrett       | Alain Goulem        | Jan-David Rönfeldt       | Belltower-Söldner und beteiligt am Angriff auf Sarif Industries                                                 |
| Brent Radford          | Alain Goulem        | Jan-David Rönfeldt       | Privatdetektiv aus Detroit                                                                                      |
| Hugh Darrow            | Arthur Holden       | Gerhart Hinze            | Renommierter Wissenschaftler und „Vater“ der Augmentierungs-Technologie                                         |
| Faridah Malik          | Paula Jean Hixson   | Tanja Dohse              | Pilotin für Sarif Industries und Adam Jensen für die Ausführung seiner Mission als Unterstützung zugewiesen     |
| William Taggart        | Bruce Dinsmor       | Stephan Schwartz         | Erklärter Gegner der Augmentierungstechnologie, Gründer und Anführer der Organisation Humanity Front, Illuminat |
| Bob Page               | Cliff Stephens      | Nicolas König            | Gründer und Geschäftsführer von Page Industries, Illuminat, Hauptantagonist des Vorgängertitels Deus Ex         |
| Athene Margoulis       | Susan Glover        | Anne Moll                | Persönliche Assistentin David Sarifs                                                                            |
| Zhao Yun Ru            | Jane Luk            | Joey Cordevin            | Geschäftsführerin des chinesischen Biotech-Konzerns Tai Yong Medical                                            |
| Tong Si Hung           | Denis Akiyama       | Sven Dahlem              | Besitzer des Nachtclubs „The Hive“ in Heng Sha und Triaden-Anführer                                             |
| Eliza Cassan           | Kim Bubbs           | Eva Michaelis            | Künstliche Intelligenz, tritt als Nachrichtensprecherin für Picus TV auf                                        |
| Ezekiel „Zeke“ Sanders | Danny Blanco Hall   |                          | Anführer der radikalen Augmentierungsgegner Purity First                                                        |
| Arie Van Bruggen       | Alex Ivanovici      |                          | Freischaffender Hacker aus Heng Sha, hauptsächlich bekannt unter seinem Hackernamen „Windmill“                  |
| Yelena Fedorova        | Leni Parker         |                          | Belltower-Söldnerin und beteiligt am Angriff auf Sarif Industries                                               |
| Jaron Namir            | Michael Rudder      |                          | Belltower-Söldner und Anführer des Angriffs auf Sarif Industries                                                |
| Isaias Sandoval        | Matt Holland        | Matthias Klimsa          | Assistent und Vertrauter von William Taggert, Bruder von Purity-First-Anführer Zeke Sanders (unbekannterweise)  |
| Vasili Sevchenko       | Matt Holland        | Konstantin Graudus       | Wissenschaftler bei Sarif Industries, beim Überfall auf das Unternehmen unter den entführten Forschern          |
| Jenny Alexander        | Lucinda Davis       | Christine Pappert        | Undercover-Agentin der Detroiter Polizei und Bekannte von Adam Jensens                                          |
| Mr. X                  | Shawn Baichoo       | Mark Seidenberg          | Informant in Heng Sha                                                                                           |
| Tracer Tong            | Shawn Baichoo       | Mark Seidenberg          | Sohn des Triaden-Anführers Tong Si Hung, Handlungscharakter in Deus Ex und Deus Ex: Human Revolution            |
| Josie Thorpe           | Amanda Strawn       | Katja Brügger            | Leiterin der überfallenen Sarif-Produktionsstätte im Detroiter Stadtteil Milwaukee Junction                     |
| Letitia Amanda         | Amanda Strawn       | Katja Brügger            | Informantin in Detroit                                                                                          |
| Michelle Walthers      | Amanda Strawn       | Katja Brügger            | Ehemalige Angestellte von White Helix, Person aus Jensens Vergangenheit                                         |
| Lazarus Harry          | Harry Standjofski   | Thomas Karallus          | Radio-Moderator                                                                                                 |
| Chet Wagner            | James Rankin        | Wolf Frass               | Mitglied der Detroiter Polizei                                                                                  |
| Lee Hong Zen           | Shane Lim           | Ingo Meß                 | Abkömmling einer reichen chinesischen Familie in Heng Sha                                                       |
| Edgar Lee              | Richard Lee         | Jens Wendland            | Inhaber des Bordellhotels Hung Hua in Heng Sha                                                                  |
| Detective Chase        |                     | Eberhard Haar            | Ehemaliger Polizist und Privatdetektiv aus Detroit                                                              |

Die deutsche Sprachsynchronisation entstand unter der Regie von Stephanie Kirchberger und wurde im Hamburger Tonstudio toneworx aufgenommen.

## Spielprinzip

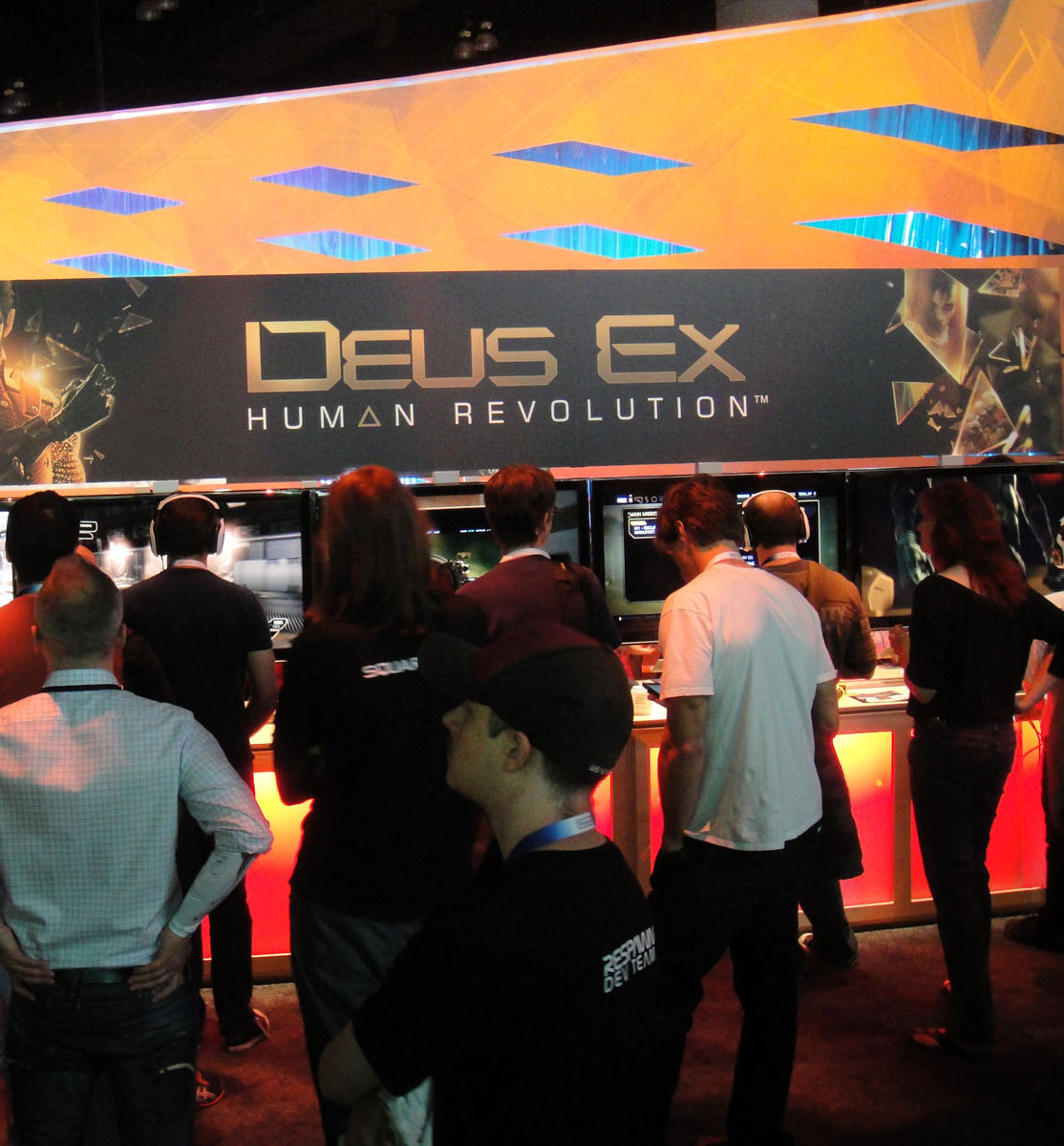
Square-Enix-Stand zu Deus Ex: Human Revolution auf der Spielemesse E3 2011

Das Spiel richtet sich ausschließlich an Einzelspieler und kombiniert wie die ersten beiden Deus-Ex-Spiele Elemente eines levelbasierten Ego-Shooters mit Rollenspielaspekten in einem futuristischen Szenario. Der Spieler betrachtet das Geschehen üblicherweise aus der Egoperspektive. Lediglich wenn er seine Figur mithilfe eines implementierten Deckungssystems hinter Kisten oder ähnlichen Sichtblockaden Position einnehmen lässt, zoomt die Kamera in eine Third-Person-Ansicht.
Das Spiel ist linear in mehrere Hauptmissionen aufgeteilt. Ziel ist oftmals die Infiltration von Einrichtungen und Beschaffung von Informationen. Die Spielfigur startet dabei von einem als Hub bezeichneten, größeren Stadtbereich wie Detroit oder Heng Sha. Der Spieler kann sich hier zwar beliebig lange aufhalten, um jedoch im Spiel voranzukommen, muss er der Hauptmission folgen. Zum Erreichen des Missionsziels stehen dem Spieler gewöhnlich mehrere unterschiedliche Lösungswege offen. Dazu zählen das gewaltsame Vorgehen mit dem Einsatz von Waffen, heimliches Umgehen der Gegner durch Schleichen oder die Nutzung verschiedener technischer Geräte und Fähigkeiten wie Hacking und das Umprogrammieren/Deaktivieren von Kameras, Selbstschussanlagen oder Robotern. Durch Umgehen und Betäuben von Gegnern lässt sich das Spiel ohne das Töten eines Gegners absolvieren. Eine Ausnahme stellen lediglich die Kämpfe gegen Zwischen- und Endgegner dar, in denen die sonst üblichen Vorgehensweisen nicht unterstützt werden. Sie können ausschließlich durch Waffengewalt gelöst werden und der Spieler hat keinen Einfluss auf ihren Abschluss. Hat der Spieler das aktuelle Hauptmissionsziel erfüllt, folgt zumeist automatisch die Versetzung in das nächste größere Gebiet.
Im Spielverlauf führt die Spielfigur Adam Jensen mehrfach ausführliche, vollvertonte Konversationen, bei denen der Spieler oftmals die Wahl zwischen bis zu vier Antwortmöglichkeiten hat. Die Wahl der Formulierung kann dabei den Ausgang des Gesprächs beeinflussen und bestimmt dadurch oftmals über die Handlungsmöglichkeiten des Spielers, wie den Zugang zu bestimmten Informationen und Bereichen oder die Vermeidung von Auseinandersetzungen.
Neben den Hauptmissionen bietet das Spiel in den Stadtbereichen zusätzliche Nebenquests an, die der Spieler für die Beendigung nicht zwangsläufig erfüllen muss. Sie sind jedoch wesentlich mit der Handlung verknüpft und bieten einen besseren Einblick in die Spielwelt. Die Beweggründe einzelner Hauptfiguren werden dadurch herausgearbeitet und Nebenaspekte der Handlung beleuchtet. Daneben kann sich der Spieler zusätzliche Belohnungen in Form von Waffen, Ausrüstungsgegenständen oder Geld verdienen. Nicht benötigte Waffen und Gegenstände können in den Stadtgebieten bei Händlern gegen Krediteinheiten der Spielwährung eingetauscht und im Gegenzug passende Ausrüstungsgegenstände erworben werden.
Für die Erfüllung der Missionen werden dem Spieler, ähnlich wie in Rollenspielen, Erfahrungspunkte gutgeschrieben. Für jeweils 5000 Erfahrungspunkte erhält die Spielfigur Adam Jensen einen sogenannten Fertigkeitspunkt, der vom Spieler in den Ausbau des Charakters mit neuen Augmentierungen investiert werden kann. Erfahrungspunkte werden dabei nicht nur für den Abschluss einer Mission vergeben, sondern bereits während des Verlaufs, unter anderem für die gezeigte Vorgehensweise (beispielsweise Töten oder Betäuben von Gegnern) und die Erkundung des Spielgebietes.

### Augmentierungen
Die Augmentierungen sind ein weiterer Teil des Rollenspielaspektes und ermöglichen dem Spieler eine individuelle Ausgestaltung der Spielfigur Adam Jensen. Sie verbessern die Konstitution und erweitern oder verbessern die Handlungsmöglichkeiten des Charakters, beispielsweise in den Bereichen Kampf, Hacking, Erkundung oder Beobachtung. Für die Freischaltung neuer und verbesserter Augmentierungen benötigt der Spieler Fertigkeitspunkte, die durch das Sammeln von Erfahrungspunkten oder durch den Erwerb sogenannter Upgradekits bei sog. Limb-Kliniken verfügbar werden. Die Zahl der im Spiel erhältlichen Upgradekits ist allerdings beschränkt.

### Hacking
Beim Hacken von Computersystemen wird ein eigenständiges Minispiel gestartet. Es unterbricht nicht den üblichen Spielverlauf, der Spielercharakter kann daher unter Umständen von gegnerischen Spielfiguren während des Hackversuchs entdeckt werden. Gezeigt wird eine schematische, zweidimensionale Darstellung des Netzwerks mit mehreren Netzwerkknoten. Verbindungen zwischen den Knoten werden als Linien symbolisiert. Für die erfolgreiche Lösung des Spiels gilt es, ausgehend von einem festen Startpunkt über die Verbindungswege innerhalb des Netzwerks einen bestimmten Zielrechner zu erreichen und zu übernehmen. In der Regel besteht dabei keine direkte Verbindung, sondern der Spieler muss auf dem Weg dorthin erst mehrere Zwischenknoten des Netzwerks übernehmen. Oftmals gibt es dabei mehrere Vorgehensweisen. Bei jeder Übernahme eines Zwischenknotens besteht ein prozentuales Risiko, dass das Eindringen erkannt und Gegenmaßnahmen ausgelöst werden. In diesem Fall bleibt dem Spieler nur noch eine begrenzte Zeit zum Erreichen des Zielrechners. Ausgehend von einem besonders markierten Abwehrknoten kann der Spieler beobachten, wie sich die Abwehrmaßnahmen ebenfalls anhand der Verbindungslinien durch das Netzwerk allmählich auf seinen Startpunkt zubewegen. Erreicht die Abwehr auf diese Weise den Startpunkt des Spielers noch bevor dieser den Zielrechner übernehmen kann, ist der Versuch gescheitert und es wird Alarm ausgelöst, der oftmals bewaffnete Gegner anlockt. Bestimmte Gegenstände und Augmentierungen können das Hacking erleichtern, indem sie etwa das prozentuale Alarmrisiko bei Knotenübernahmen reduzieren, die Aktivierung der Abwehrmaßnahmen unterbinden oder das Vordringen derselbigen behindern. Um eine Entdeckung in letzter Sekunde noch zu verhindern, kann der Spieler den Hackversuch zudem abbrechen und das Spiel vom letzten gespeicherten Spielstand neu starten. Für den Hackversuch stehen dem Spieler allerdings nur eine begrenzte Zahl an Neuversuchen zur Verfügung, bevor der Alarm ausgelöst wird. Deren Anzahl hängt vom Schwierigkeitsgrad des symbolisierten Netzwerks ab. Der Schwierigkeitsgrad beeinflusst zudem das Alarmrisiko bei der Übernahme der Zwischenknoten. Zusätzlich kann der Spieler Viren einsetzen, die ihm entweder erlauben, einen Knoten direkt zu kontrollieren (Nuke-Virus) oder die Abwehrmaßnahmen für kurze Zeit stoppen (Stop-Virus). Die Viren kann man oft in Geheimverstecken finden oder als Bonus für erfolgreich geknackte Datenbanken erhalten. Diese Datenbanken können neben den Bonus-Viren auch Geld oder Erfahrungspunkte enthalten. Alternativ kann zur Lösung der Aufgabe der Abwehrknoten – sofern erreichbar – übernommen werden. Gelingt dies, gilt das Spiel sofort als gelöst und dem Spieler werden zudem sämtliche noch nicht freigeschalteten Boni dieser Netzwerkkarte gutgeschrieben.
Das Hacking-Minispiel bezieht seine Einflüsse unter anderem aus dem Rollenspiel Shadowrun und dem Computerspiel Uplink. Jede der über 400 Varianten wurde dabei individuell von Designer Antoine Thisdale entworfen.

## Entwicklung

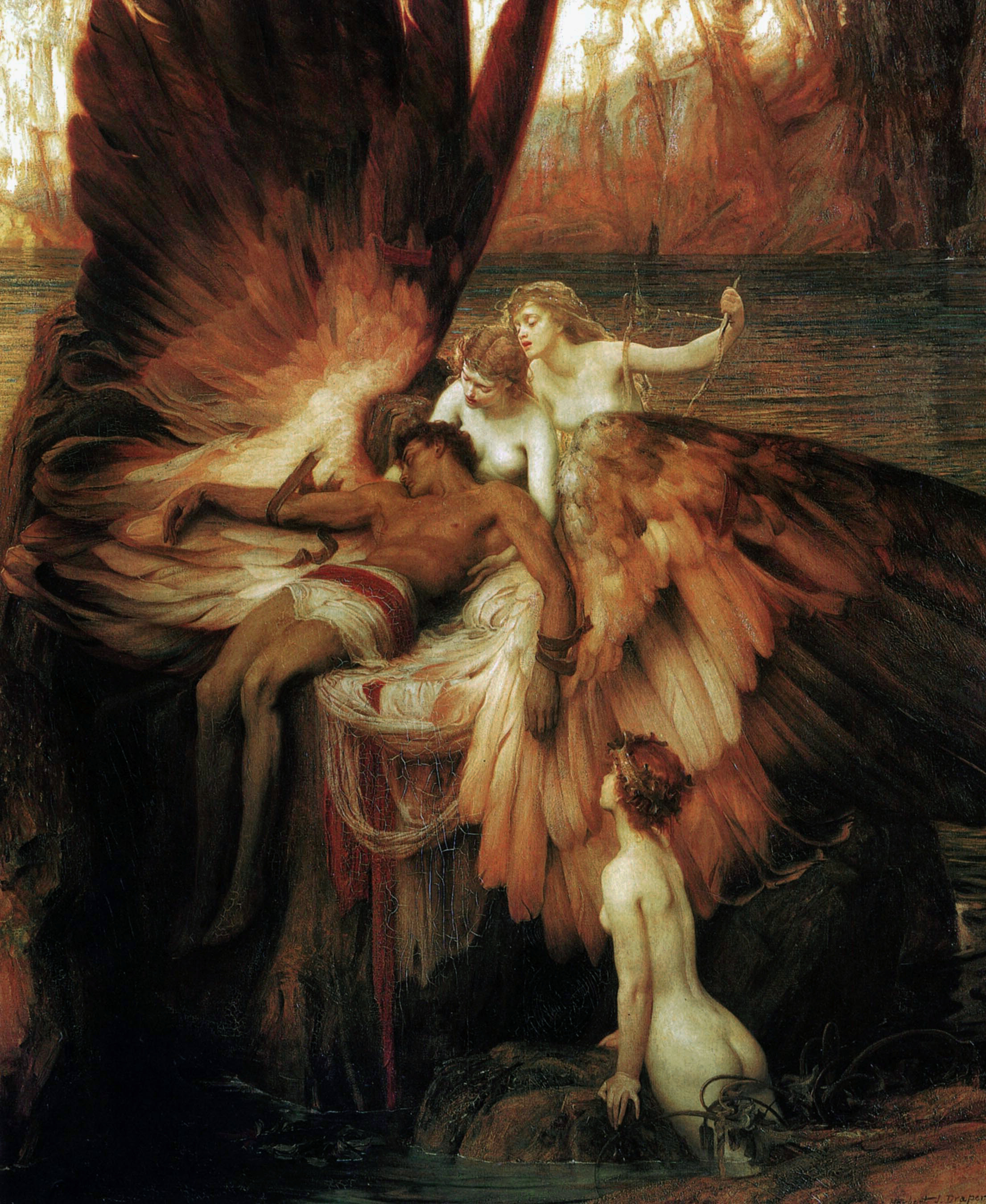
Herbert James Draper: The Lament for Icarus (1898)
Häufig wiederkehrendes Bildmotiv innerhalb des Spiels

Patrick Melchior, Direktor von Eidos Frankreich, gab 2007 in einem Interview mit dem kanadischen Fernsehsender MusiquePlus bekannt, dass das neugegründete Studio Eidos Montreal an einem neuen Deus Ex mit dem Untertitel Human Revolution arbeitet. Mit Studioleiter Stephane D’Astous, Produzent David Anfossi, Game Director Jean-François Dugas und Art Director Jonathan Jacques-Belletête wurden ehemalige Mitarbeiter von Ubisoft Montreal angeworben, für das Storydesign wurde Mary DeMarle verpflichtet. Warren Spector und Harvey Smith dagegen, die noch entscheidend für die ersten beiden Deus-Ex-Teile verantwortlich waren, waren an der Entwicklung nicht mehr beteiligt.
Die Entscheidung zugunsten eines Prequels fiel aus mehreren Gründen. Zum einen benötigt der Spieler keine Kenntnis der vorherigen Spiele und der Gestaltungsfreiraum für die Entwickler war größer, da der Zeitraum in der Erzählwelt vor den Ereignissen von Deus Ex nur wenig erschlossen war. Zum anderen wurden die durch die verschiedenen Enden von Deus Ex und Deus Ex: Invisible War entstehenden Probleme bei der Weiterführung der Geschichte somit umgangen. Dazu kamen persönliche Vorlieben der Designer, die eine Beschäftigung mit dem Aufkommen von Augmentationen einer weit in der Zukunft liegenden Handlung vorzogen.
Nach der Übernahme von Eidos durch Square Enix im Jahr 2009 wurde das Projekt stark vorangetrieben. Unter anderem erhielt Eidos Montreal Unterstützung durch Square Visual Works, dem Animationsstudio des japanischen Publishers (Final Fantasy VII: Advent Children), die sich zusammen mit der Firma Goldtooth Creative für die Erstellung des hochqualitativen CGI-Ankündigungstrailers verantwortlich zeichneten. Die Entwicklung der PC-Version wurde dem niederländischen Entwickler Nixxes Software übertragen, mit der Gestaltung der Zwischengegner-Kämpfe wurde das externe Entwicklungsstudio Grip Entertainment betraut.
Der Titel wurde in Europa am 26. August 2011 veröffentlicht. In Deutschland erschien das Spiel wie der erste Teil ohne Jugendfreigabe (USK 18) und ohne Veränderungen im Vergleich zur englischen Version. Die Veröffentlichung wurde von einer umfangreichen viralen Marketingkampagne begleitet. Für die im Spiel vorkommende fiktive Firma Sarif Industries wurde eine mehrsprachige Firmenhomepage angelegt und fiktive Werbefilme des Unternehmens sowie ihrer Gegner der Organisation Purity First veröffentlicht.
Die Veröffentlichung in Japan verschob sich auf Oktober 2011, da Publisher Square Enix kurz vor dem anvisierten Veröffentlichungszeitpunkt am 8. September noch die Entfernung eines nicht näher genannten, visuellen Inhaltes anordnete. Im Vergleich zur europäischen Variante wurden in der japanischen Version gemäß den gesetzlichen Vorgaben die offene Darstellung von Organen und ein sexuell anstößiges Objekt an jeweils einer Stelle im Spiel entfernt.

### Thematik

Ausschnitt GDC2010-Trailer:
Verweis auf die Thematik des Transhumanismus (h+, Humanity Plus)

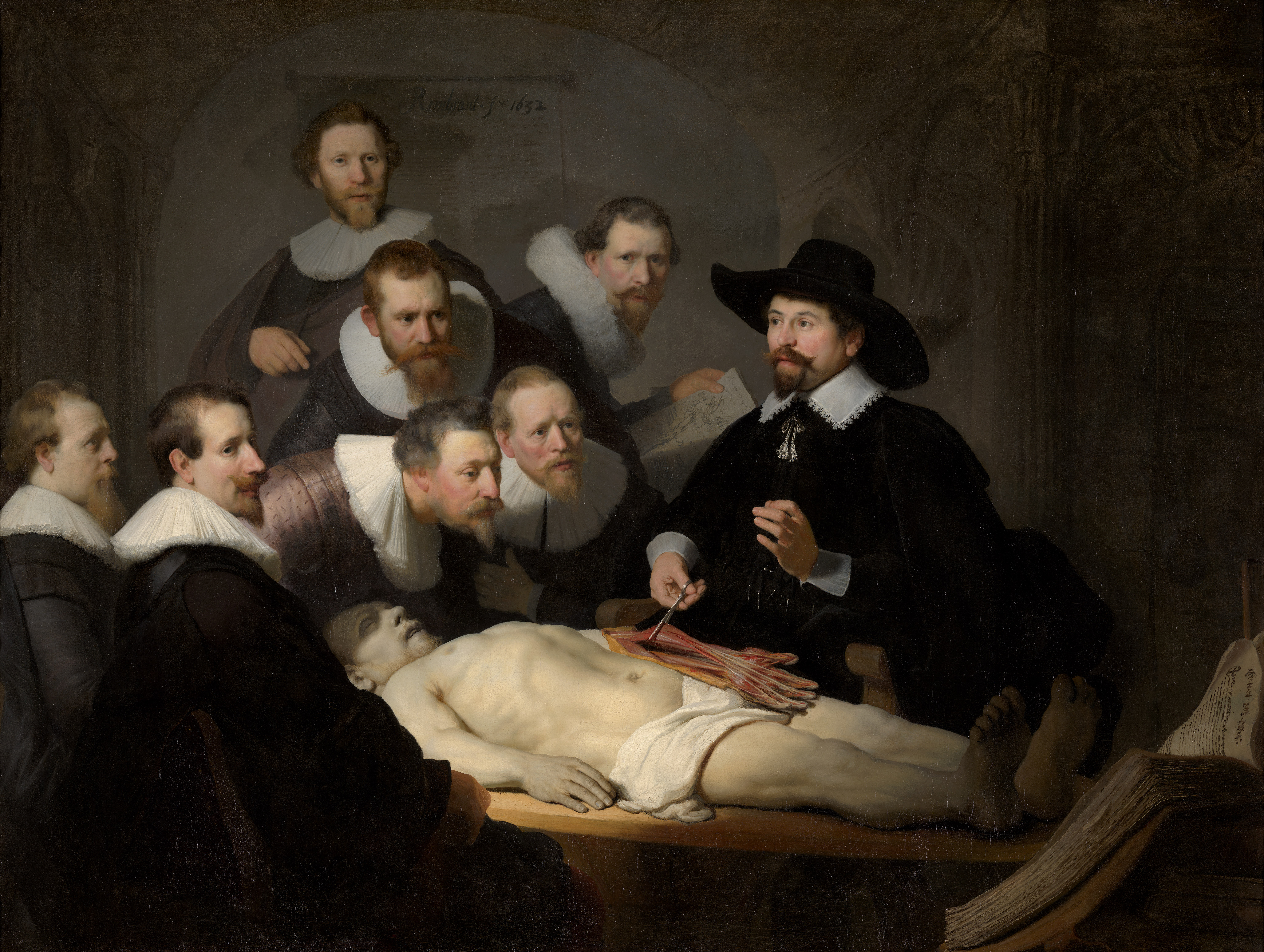
Rembrandt: Die Anatomie des Dr. Tulp in der Waag (1632)

Das Spiel ist eine Reflexion über die Fragestellung, wie weit die Leistungssteigerung des Menschen durch technische Optimierung gehen darf, ab welchem Punkt er seine menschliche Identität verliert und wo demnach die Grenzen zu ziehen sind. Das Spiel greift damit Fragestellungen des Transhumanismus auf.

“[…] ‘what is the theme of Deus Ex?’ It is this: Transhumanism. And that is about what it means to be human, where we think we should go as a race, what is right and wrong, where are the limitations.”

„[…] ‚Was ist die Thematik von Deus Ex?‘ Es ist genau das: Transhumanismus. Und der handelt von der Frage, was es bedeutet, ein Mensch zu sein; was wir glauben, wohin wir uns als Rasse entwickeln sollten, was richtig und was falsch ist, wo die Grenzen sind.“

Ursprünglich nur als Hilfe für kriegsversehrte Soldaten konzipiert, stehen mittlerweile auch die bislang körperlich unversehrten Bewohner der Spielwelt zunehmend vor der Frage, inwieweit sie sich selbst augmentieren lassen, um dadurch beispielsweise Vorteile auf dem Arbeitsmarkt zu erhalten. Andererseits führt die Angst vor Benachteiligung bei Augmentierungsgegnern zu fanatischer Ablehnung und Hass auf augmentierte Menschen. Trotz der futuristischen Inszenierung greift das Spiel eine bereits in den Grundzügen existierende zeitgenössische Diskussion auf, die beispielsweise in der Diskussion um die Olympiateilnahme des behinderten, mit Beinprothesen versehenen Sportlers Oscar Pistorius sichtbar wurde. Als Beleg für die Aktualität dieser Fragen veröffentlichte Square Enix weiterhin eine Kurzdokumentation mit dem Namen The Eyeborg Documentary. Der selbst mit einem Augenimplantat ausgestattete kanadische Filmemacher Rob Spence demonstriert darin den aktuellen Stand der Prothesenforschung. Dabei streift er auch die Frage, ob Prothesen in Zukunft standardmäßig natürliche Körperbestandteile ersetzen können, ohne jedoch eine endgültige Antwort zu liefern. Ein zentraler Ausdruck dieser Thematik ist das abschließende Zitat des Debüttrailers, das sinngemäß Friedrich Nietzsche zugeschrieben wird:

“Who we are is but a stepping stone to what we can become.”

„Wer wir sind, ist gerade einmal ein Zwischenschritt dessen, was wir sein können.“

Häufig wiederkehrend ist in diesem Zusammenhang das Bild des Sturzes des Ikarus. Bereits in Deus Ex existierten im Spiel zwei Künstliche Intelligenzen mit dem Namen Daedalus und Ikarus. Im Debüttrailer zu Deus Ex: Human Revolution wurde die Thematik erneut aufgegriffen. In einem kurzen Ausschnitt ist das Bild The Lament for Icarus des englischen Malers Herbert James Draper zu sehen. In einem zweiten, auf der Games Developers Conference 2010 gezeigten Trailer erhebt sich die augmentierte Hauptfigur Adam Jensen mit Ikarus-Schwingen in die Lüfte, um schließlich zu verbrennen. Der Mythos wird im Spiel an zahlreichen Stellen zitiert. So ist beispielsweise in der Eingangssequenz eine Ikarus-Statue zu sehen und historische Ikarus-Gemälde wie Drapers The Lament for Icarus wurden zur Dekoration von Wohnungen der Spielwelt verwendet. Im zentralen Dialog zwischen Jensen und Hugh Darrows, dem „Vater“ der Augmentierungstechnologie, vergleicht dieser sich selbst mit Daedalus, der seinen „Kindern“ ohnmächtig bei der missbräuchlichen Anwendung seiner Erfindung zusehen muss. Eine Augmentierung des Spieles ist das sogenannte Icarus-Landesystem. Icarus ist zudem der Name des Soundtrack-Titelstücks, während der Begleitroman zum Spiel den Titel Der Icarus-Effekt (im englischen Original Icarus Effect) trägt.

### Künstlerische Gestaltung

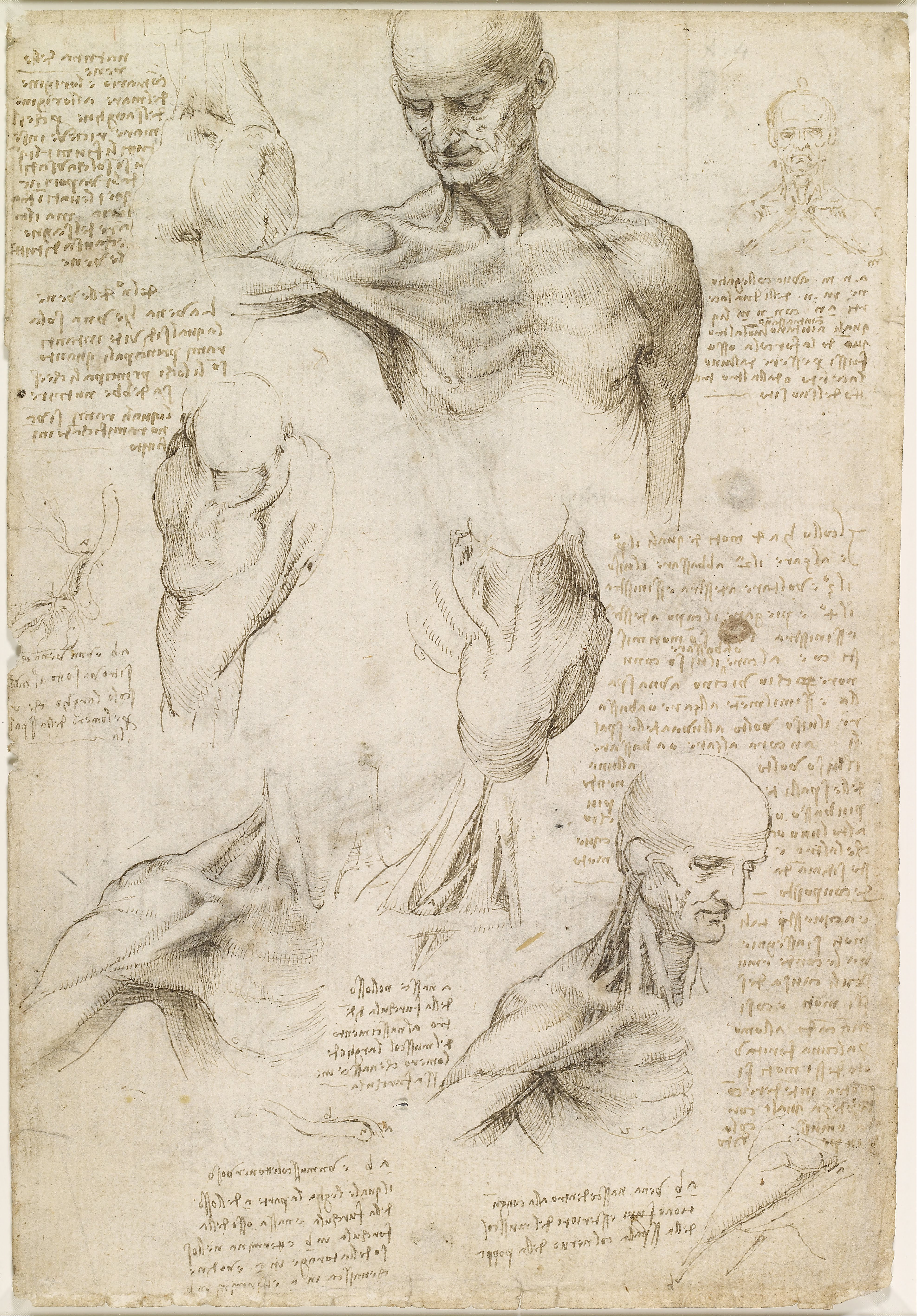
Leonardo da Vinci: Anatomische Studie der Schulter und des Nacken (1510/11)
Bildzitat des Debüttrailers zum Renaissance-humanistischen Bezug der Spielhandlung

Ziel des Art Designs war die Erschaffung eines bislang einzigartigen optischen Erscheinungsbildes, um sich deutlich von Konkurrenzprodukten abzuheben und die Neugier des Spielers zu wecken. Pate hierfür war das Art-déco-Erscheinungsbild des Egoshooters Bioshock. Für die Erschaffung der Spielwelt von Deus Ex: Human Revolution und deren grafische Umsetzung orientierte sich das Entwicklungsstudio unter anderem am Renaissance- und dem Barockzeitalter. Die Renaissance zeichnete sich in der Interpretation der Entwickler demnach vor allem durch die wiedergewonnenen Kenntnisse über die Funktionsweise des menschlichen Körpers und die beginnende Technisierung nach dem Mittelalter aus. Eine ähnliche Situation sollte in Deus Ex: Human Revolution beschrieben werden. Durch die Verbindung mit der Cyberpunk-Thematik wurde der Stil des Spiels von den Entwicklern daher als Cyber-Renaissance beschrieben. Bei der Farbgestaltung überwiegen Gelb- und Goldtöne, die in einem starken Kontrast zu den großen dunklen Flächen der Spielwelt stehen.

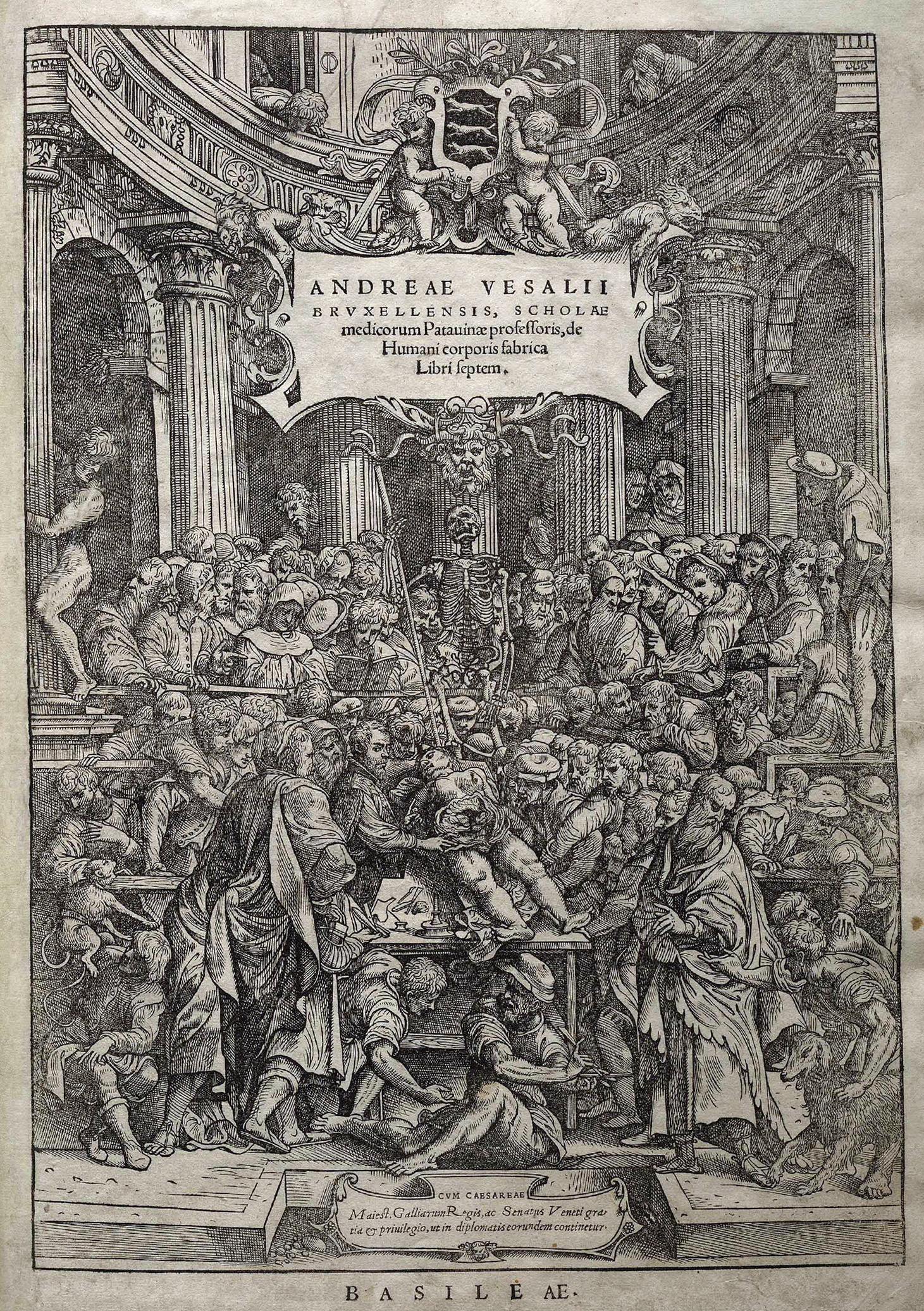
Andreas Vesalius: De humani corporis fabrica. Libri Septem (1543)
Bildzitat des Debüttrailers zum Renaissance-humanistischen Bezug der Spielhandlung

Die Renaissance-/Barockaspekte des Spiels spiegeln sich unter anderem in der Gestaltung der Kleidung wider. Die Figuren tragen beispielsweise Schnürkleider gemäß alten Schnitten, die Gewänder sind verziert mit Stuartkragen oder Puffärmeln. Vorlagen lieferten Werke der Maler Vermeer und Rembrandt und der Film Die Duellisten. Bei dem auf der Game Developers Conference 2010 veröffentlichten Trailer handelt es sich um eine filmische Verarbeitung des Rembrandtbilds Die Anatomie des Dr. Tulp. Im Debüttrailer aus dem Jahr 2007 finden sich weiterhin Zitate von Leonardo da Vincis anatomischen Studien und der Titelseite von Andreas Vesalius’ grundlegendem Werk der neuzeitlichen Anatomie De humani corporis fabrica libri septem.
Als Einflüsse für die Cyberpunk-Elemente nannte Art Director Jonathan Jacques-Belletête die Filme Blade Runner, Ghost in the Shell, Akira, das Spionage-Spiel Metal Gear Solid und William Gibsons Neuromancer-Trilogie. Das Designteam orientierte sich jedoch auch an den Arbeiten zahlreicher zeitgenössischer Architekten, Künstler und Designer. Dazu zählten:
| - Zaha Hadid (Architektin) - Tommie Wilhelmsen (Architekt) - Alvar Aalto (Architekt & Designer) - Izmojuki, bürgerlicher Name Junji Okubo (Produktdesigner) - Gareth Pugh (Modedesigner) | - Alexander McQueen (Modedesigner) - Issey Miyake (Modedesigner) - Yoji Shinkawa (Illustrator, unter anderem Metal Gear Solid) - Andrew Loomis (Illustrator) - Tsutomu Nihei (Manga-Zeichner) | - Liam Gillick (Maler, Bildhauer & Objektkünstler) - Damien Hirst (Künstler) - Arie Van Herpen |

Quelle

### Technik
Das Spiel verwendet eine modifizierte Version der CDC-Engine (Crystal Dynamics Crystal Engine, kurz: Crystal-Engine) von Crystal Dynamics, die bereits im 2006 veröffentlichten Spiel Tomb Raider: Legend zum Einsatz kam. Eidos Montreal erhoffte sich dadurch Synergieeffekte, um sich primär auf die Erstellung der Spielinhalte konzentrieren zu können. Erschwert wurden die Arbeiten jedoch durch die unterschiedlichen Schwerpunkte der beiden Serien. Das US-Schwesterstudio erwies sich aufgrund eigener Projekte bald ausgelastet und konnte Eidos Montreal keine dauerhafte Hilfestellung bieten. Die Anpassungen der Engine an die eigenen Bedürfnisse mussten daher selbst vorgenommen werden.
Während die beiden Konsolenfassungen des Spiels von Eidos Montreal selbst entwickelt wurden und technisch nahezu identisch sind, entstand die PC-Adaption begleitend dazu beim niederländischen Entwicklungsstudio Nixxes Software. Die PC-Fassung bietet im Vergleich zu den Konsolenfassungen eine für Maus- und Tastatursteuerung optimierte Benutzeroberfläche sowie zusätzliche Grafikoptionen und Anpassungsmöglichkeiten. Sie unterstützt DirectX 11 mit Tessellation, Screen Space Ambient Occlusion (SSAO) und Fast Approximate Antialiasing (FXAA). Das Spielgeschehen kann in stereoskopischem 3D ausgegeben werden und unterstützt von Haus aus Interleaving sowie AMDs 3D-Technologie 3DHD. Eine Unterstützung für nVidias 3D-Vision-Technik wurde mit einem Patch nach Veröffentlichung nachgereicht. Mithilfe von AMDs Eyefinity-Technologie kann das Spielgeschehen zudem auf bis zu fünf Monitoren angezeigt und das Sichtfeld des Spielers auf das Spielgeschehen dadurch deutlich vergrößert werden.
Eine ursprüngliche geplante Regionensperre der PC-Version, die die Aktivierung einer im Ausland gekauften Version des Spiels in Deutschland verhindern sollte, wurde kurze Zeit nach Bekanntmachung aufgrund massiver Proteste seitens der Kunden und negativer Berichterstattung im Vorfeld teilweise wieder verworfen. Die PC-Fassung verwendet keinen Kopierschutz, setzt zum Spielen jedoch eine Aktivierung und Bindung an einen Steam-Account voraus. Im Gegenzug verwendet das Spiel die Funktionalität der Steam Cloud und Achievements.

### Soundtrack
Der Soundtrack zum Spiel entstammt der Feder des kanadischen Komponisten Michael McCann. Ursprüngliche Zielrichtung war eine düstere elektronische Begleitmusik. Durch die Thematik des Spiels – die Auseinandersetzung des Menschen mit der Technik – entwickelte sich daraus jedoch eine dreigliedrige Vorgehensweise. Spielabschnitte, die deutlich von Technik geprägt waren, wurden mit elektronischen Synthieklängen unterlegt. Bei vom Menschen dominierten Abschnitten kamen vor allem Gesangs- und Streicherpassagen zum Einsatz. Bereiche, bei denen es zur Vermischung dieser beiden Extreme kommt, zeichnen sich durch eine Kombination beider Stilelemente aus, so beispielsweise im Haupttitel Icarus. Die drei unterschiedlichen Musikstile sollen die verschiedenen Grundhaltungen des Spiels widerspiegeln (extreme Augmentierungsgegner, Technikbefürworter und Mittelpositionen). Der religionsähnliche Charakter dieser kontroversen Positionen und die Renaissance-Einflüsse sollen vor allem in den Gesangsstücken zum Ausdruck kommen.
Aufgrund des variablen Spielverlaufs während der Missionen basiert die Begleitmusik anders als in linearen Spielen oder Filmen nicht auf einzelnen Leitthemen, sondern besteht aus vielen kleineren Einzelstücken, die sich an der Stimmungssituation und der Umgebung orientieren und passend zum Spielverlauf eingeblendet werden. Rezensenten bezeichneten den Soundtrack als eindringlich und atmosphärisch, mit Reminiszenzen an Vangelis’ Musik zu Blade Runner.
Der Soundtrack, der der Limited Edition beiliegt, besteht aus 12 Musikstücken. Die CD (oder der entsprechende Download) enthält 25 Musikstücke.

## Verkaufsversionen

### Erstveröffentlichung
Für Konsolen und Windows-PC wurde das Spiel zu Verkaufsbeginn neben der Standardausgabe in zwei weiteren Versionen mit Bonusinhalten angeboten.
Neben dem Spiel enthielt die Limited Edition (im englischsprachigen Raum als Augmented Edition bezeichnet):
- Das Explosive Mission-Pack mit der Bonusmission Tongs Rettung
- Exklusive Bonusgegenstände (automatisches Entriegelungssystem, vier zusätzliche Waffen)
- 10.000 Krediteinheiten der Spielwährung
- Eine DVD mit einem 44-minütigen Making-of, dem Spiel-Soundtrack, einem Comic aus der offiziellen DC-Serie und dem E3-Trailer einschließlich eines animierten Storyboards
- 40-seitiges Artbook

Die Collector’s Edition enthielt neben sämtlichen Inhalten der Limited Edition eine von Play Arts Kai, einem Tochterunternehmen von Square Enix, entworfene Actionfigur des Spielercharakters Adam Jensen.
Die zusätzlichen Spielinhalte wurden als Download-Erweiterungen bereitgestellt, die durch die Eingabe eines beigelegten Gutscheincodes freigeschaltet und an den Account des Spielers auf der jeweiligen Spieleplattform (Steam, Xbox Live, PlayStation Network) gebunden wurden. Neben den Sondereditionen erhielten auch Vorbesteller einer Standardversion das Explosive Mission Pack, das automatische Entriegelungssystem und zwei der vier Zusatzwaffen.
Im September 2011 kündigte Square Enix in Zusammenarbeit mit dem britischen Entwickler Feral Interactive eine Portierung des Spiels für Mac OS X an. Feral gab am 4. April 2012 bekannt, dass die als Deus Ex: Human Revolution – Ultimate Edition bezeichnete Fassung für Mac neben dem Hauptspiel auch die Download-Erweiterungen The Missing Link, Missionspack und Taktisches Optimierungspack beinhalte und am 26. April veröffentlicht werde.

### Director’s Cut

Logo zum Director’s Cut

Im März 2013 kündigte Square Enix die Entwicklung des Deus Ex: Human Revolution Director’s Cut exklusiv für die Wii U an. Die Portierung, die vom australischen Studio Straight Right entwickelt wurde, enthält alle Download-Erweiterungen, ausführlich überarbeitete Bosskämpfe, eine bessere KI-Programmierung und eine verbesserte Grafik auf dem Niveau der Erweiterung The Missing Link. Mit dem Modus „New Game+“ bietet das Spiel eine Möglichkeit, das Spiel nach erfolgreicher Absolvierung ein weiteres Mal mit bereits freigeschalteten Augmentierungen zu spielen. Auf der Computerspielmesse Electronic Entertainment Expo (E3) im Juni 2013 gab Square Enix bekannt, dass man aufgrund von Kundenreaktionen den Director’s Cut auch für PlayStation 3, Xbox 360, Windows und Mac OS X veröffentlichen werde. Gleichzeitig wurden die bereits angekündigten und weitere neue Funktionen präsentiert, wie die Integration einer Mitteilungsfunktion, die es Spielern erlaubt, anderen Spielern Nachrichten mit Hinweisen und Tipps in der Spielwelt zu hinterlassen. Die im Spiel enthaltene Levelübersichtskarte besitzt im Director’s Cut zudem eine Notizfunktion und wurde unter Ausnutzung der Hardwareeigenschaften des Wii-U-Controllers auf den integrierten Zweitbildschirm ausgelagert. Um dies auch für die anderen Plattformen zu ermöglichen, wurde für die PS3-Fassung die Unterstützung der Kombination von PlayStation 3 und PlayStation Vita und für Xbox 360 die Nutzung der Smartglass-Funktionen angekündigt. Für Besitzer einer PC-Vollversion über den Online-Anbieter Steam entschied sich Square Enix eine Upgrademöglichkeit für die Standardfassung anzubieten, mit preislichen Abstufungen je nach Besitz der Download-Erweiterung The Missing Link. Als Veröffentlichungstermin wurde schließlich der 25. Oktober 2013 angegeben.

## Rezeption

### Rezensionen und Auszeichnungen
Deus Ex: Human Revolution erhielt von der Fachpresse sehr gute Bewertungen (Metacritic: 90 von 100 (PC)/89 (Xbox 360)/89 (PS3)). Neben Rezensionen in Spiele-Fachzeitschriften wurde Deus Ex: Human Revolution aber auch in der Tagespresse und nicht spielebezogenen Medienpublikationen rezipiert, darunter Kultur SPIEGEL, Süddeutsche Zeitung, Die Zeit, Augsburger Allgemeine, n-tv, New York Times und The Guardian.
Übergreifend wurde eine im Vergleich zu Deus Ex: Invisible War stärkere Orientierung am ersten Teil der Serie positiv hervorgehoben. Gelobt wurden wie in den Vorgängern die zahlreichen unterschiedlichen Vorgehensweisen, auch wenn das Programm Lösungen auf dem Schleichweg deutlich begünstige. Die Ausgestaltung der Erzählung und die Gestaltung einer tiefgründigen und zumeist überzeugend wirkenden Spielwelt wurde hervorgehoben. Das Hacking-Minispiel wurde positiv aufgenommen und als herausfordernd und motivierend eingestuft. Deutsche Tests hoben außerdem die stimmige deutsche Sprachausgabe hervor, bemängelten jedoch gleichzeitig die fehlende Lippensynchronität.
Deutlich kritisiert wurden die kaum vorhandenen Gesichtsanimationen, die langen Ladezeiten, eine generell etwas unzeitgemäß schwache Grafikleistung und eine mangelhafte Künstliche Intelligenz. Einen Hauptkritikpunkt bildeten die Kämpfe gegen verschiedene Bossgegner, die nicht von Eidos Montreal entwickelt wurden, sondern als Auftragsarbeit bei Grip Entertainment, einem externen Dienstleister, entstanden. Die eingeschränkten Handlungsmöglichkeiten des Spielers würden mit dem sonst sehr freizügigen Spielprinzip brechen, was in einigen Fällen außerdem zu einem Schwierigkeitsanstieg führe. Dieser Kritikpunkt wurde in einem Interview einen Monat nach Spielveröffentlichung von Game Director Jean-François Dugas eingeräumt. Auch im Bezug auf die KI räumte Dugas Schwächen ein, bezeichnete die Qualität aber als ausreichend.
Serienschöpfer Warren Spector äußerte sich nach Veröffentlichung zufrieden mit dem Spiel und bescheinigte dem Team, die Essenz der ersten Spiele exakt eingefangen zu haben. Das britische Magazin PC Gamer zeichnete Deus Ex: Human Revolution als Action-Spiel des Jahres aus. Das Spiel war bei diversen Preisverleihungen in mehreren Kategorien nominiert, konnte jedoch keinen dieser Preise erringen:
- Interactive Achievement Awards[78]
  - Beste Characterperformance
  - Bestes Rollenspiel/MMO
- Game Developers Choice Awards[79]
  - Spiel des Jahres
  - Bestes Debüt für Eidos Montreal
- BAFTA Video Game Awards[80]
  - Bestes Actionspiel
  - Bestes Strategiespiel
  - Beste Originalmusik
  - Beste Handlung
- Spike Video Game Awards
  - Bestes Rollenspiel[81]
  - Bester Original-Soundtrack[82]

Erfolgreich schnitt der Titel hingegen bei den Canadian Videogame Awards im April 2012 ab. Hier errang das Spiel insgesamt fünf Auszeichnungen, als bestes Konsolenspiel, für die beste Musik, das beste Game Design, das beste Drehbuch und den besten neuen Charakter. Ebenfalls erfolgreich war die von Feral Interactive entwickelte Mac-Version der Ultimate Edition bei den Apple Design Awards im Juni 2012. Das Spiel wurde als beste Mac-Anwendung ausgezeichnet. Die Begründung der Jury lautete:

“[…] Deus Ex was chosen for an Apple Design Award because of its compelling game play, fantastic graphics, and enormous environments that immerse the player in a fantastic sci-fi world. Pushing OpenGL to the limits, Deus Ex leverages advanced shader techniques to deliver high-dynamic range lighting effects, and Open AL to deliver rich and complex audio soundscapes. It is one of the newest and most impressive AAA games on the Mac App Store.”

„[…] Deus Ex wurde für den Apple Design Award ausgewählt wegen seines fesselnden Gameplays, seiner fantastischen Grafik und seiner kolossalen Kulissen, die den Spieler in eine fantastische Science-Fiction-Welt hineinziehen. Indem es OpenGL bis zum Limit ausreizte, nutzte es fortschrittliche Shadertechniken, um High-Dynamic-Range-Lighting-Effekte zu erzeugen, und OpenAL für eine reichhaltige und komplexe Klanglandschaft. Es ist eines der neuartigsten und beeindruckendsten AAA-Spiele für den Mac App Store.“

### Inhaltliche Rezeption
In seinem Testbericht für Eurogamer bezeichnete Redakteur Martin Woger Cyberpunk als einen literarisch seit den 1980ern längst abgearbeiteten Themenkomplex, dem Deus Ex: Human Revolution keine neuen Erkenntnisse mehr hinzufügen könne. Das Spiel beschränke sich auf das Kopieren altbekannter Motive, wie die städtebaulich außer Kontrolle geratenen Slums, ohnmächtigen Regierungen und umso mächtigeren, alles beherrschenden Großkonzerne. Zwar gelänge es den Machern dadurch immer noch, eine interessante Geschichte zu erzählen, doch nur in wenigen Punkten, wie etwa dem Transhumanismus, berühre das Spiel noch aktuelle Fragestellungen. Auch die Kernfrage, was es bedeute, Mensch zu sein, und welchen Einfluss die Technik darauf nehme, würde zu knapp gestreift. Insgesamt sei Deus Ex: Human Revolution dennoch „eine solide, mit den Mitteln des Genres sehr kompetent umgesetzte Geschichte“.
In einem Beitrag für h+, dem Onlinemagazin des transhumanistischen Verbands Humanity+, beurteilte der Autor John Niman das Spiel anhand der Werbetrailer als Schilderung eines Worst-Case-Szenarios, das zugleich real existente Ängste im Zusammenhang mit transhumanistischen Vorstellungen aufzeige. Er verweist auf Übereinstimmungen zwischen der im Spiel gezeigten Kritik der Augmentierungsgegner von Purity First und der real existierenden Bewegung des Neoluddismus, die sich ebenfalls gegen die genetische und technische Optimierung des Menschen wendet. Achim Fehrenbach schrieb für Die Zeit, das Spiel ziehe „den Spieler mitten hinein in diese Transhumanismus-Debatte, deren Anfang wir derzeit beispielsweise im Sport gerade erst erleben“. Ähnlich kommentierten es Michael Moorstedt für die Süddeutsche Zeitung und Roland Peters für n-tv.
2013 veröffentlichte die britische Tageszeitung The Sun nach fehlerhafter Recherche einen Kurzartikel über kybernetische Augenimplantate, in dem die Zeitung ein entsprechendes Artwork des Spiels abbildete und die Behauptung aufstellte, die Firma Sarif Industries habe bereits ein entsprechendes Implantat entwickelt.

### Verkaufszahlen
Binnen zwei Wochen nach Release in den USA und Europa konnte Publisher Eidos mehr als zwei Millionen Einheiten des Spiels absetzen. Bis zum 30. September lagen die Verkaufszahlen bei 2,18 Millionen Exemplaren, wobei sich das Spiel in Europa mit 1,38 Millionen Exemplaren deutlich besser verkaufte als in Nordamerika. Laut Finanzbericht des Publishers Square Enix zum dritten Quartal des Geschäftsjahres 2012 war das Spiel zusammen mit dem Titel Final Fantasy XIII-2 wesentlich verantwortlich dafür, dass die eigenen Absatzzahlen bei Konsolenspielen und damit die Unternehmensgewinne im Vergleich zum Vorjahr deutlich gesteigert werden konnten.

## Erweiterungen
Bereits im Vorfeld wurde die Arbeit an kostenpflichtigen Download-Erweiterungen bestätigt.

### Missions- und Taktisches Optimierungspack
Die am 28. September 2011 für Xbox 360 veröffentlichte Erweiterung umfasst die zusätzlichen Spielinhalte der Limited/Augmented Edition (Bonusmission Tongs Rettung, automatisches Entriegelungssystem, vier zusätzliche Waffen, 10.000 Krediteinheiten der Spielwährung). Eine günstigere, inhaltlich reduzierte Fassung wurde unter dem Namen Missionspack veröffentlicht, die neben Bonusmission und Entriegelungssystem lediglich zwei der vier zusätzlichen Waffen enthielt und damit dem generellen Vorbestellerbonus entsprach. Für die PC-Version wurden die Inhalte separat als Missionspack und Taktisches Optimierungspack vertrieben.

### The Missing Link

Logo zu The Missing Link

Die Ankündigung der ersten Zusatzmission wurde in Form einer Schnitzeljagd im Internet inszeniert. Am 2. September gab Eidos Montreal die Erweiterung schließlich unter dem Namen The Missing Link bekannt. In einer neuen Mission wird Adam Jensen im Anschluss an die Ereignisse in Heng Sha auf einen Belltower-Frachter verschleppt und gefoltert. Durch die Abschaltung seiner Augmentierungen in seinen Handlungsmöglichkeiten stark eingeschränkt, muss Adam Jensen dem Gefängnis entkommen und stößt dabei auf neue Verschwörungsdetails. Die Erweiterung wurde am 18. Oktober (PC, Xbox 360) beziehungsweise am 19. Oktober 2011 (PS3) veröffentlicht.
Es handelt sich um eine Standalone-Erweiterung, die unabhängig vom Hauptspiel gespielt werden kann, den Besitz des Hauptspiels jedoch weiterhin erfordert. Mit einigen Anpassungen im Gamedesign der Erweiterung reagieren die Entwickler in Teilen auf Kritiken am Hauptspiel, wie beispielsweise den detailarmen Gesichtsanimationen. Als Folge der negativen Beurteilung der Kämpfe mit Zwischengegnern wurde der Endkampf der Erweiterung stärker am restlichen Spielkonzept orientiert und ermöglicht nun das Verschonen des Gegners oder eine Lösung auf dem Schleichweg. Daneben gab es Verbesserungen am Beleuchtungssystem der Engine.

## Fortsetzung
Mit einer Coverstory für die Mai-Ausgabe des US-Spielemagazins Game Informer und der Veröffentlichung eines von Visual Works entworfenen CGI-Trailers am 8. April 2015 kündigte Square Enix 2015 eine Fortsetzung der Erzählung um Adam Jensen an. Der Titel spiel im Jahr 2029, zwei Jahre nach Human Revolution. Die gesellschaftliche Lage ist durch die Ereignisse des Vorgängers angespannt. Augmentierte Menschen werden verfolgt und ausgegrenzt, es kommt zu Unruhen. Adam Jensen bekämpft für die Interpol-Spezialeinheit Taskforce 29 augmentierte Terroristen. Das Spiel entsteht auf Grundlage der Dawn-Engine, einer Weiterentwicklung der Glacier-2-Engine aus Hitman: Absolution, mit Unterstützung für DirectX 12 und TressFX 3.0. Deus Ex: Mankind Divided ist am 23. August 2016 für PlayStation 4, Xbox One und Windows erschienen.

## Bücher zum Spiel
- Deus Ex: Der Icarus-Effekt von James Swallow, Panini Verlag, Juli 2011, ISBN 978-3-8332-2323-5
- Deus Ex: Human Revolution von Robbie Morrison (Autor), sechsbändige Comicreihe, DC Comics, Februar – Juli 2011.[104]
- Deus Ex: Human Revolution – Das offizielle Buch, Begleit- und Lösungsbuch, Future-Press 2011, ISBN 978-3-86993-028-2